# Le Jardin
Le Jardin is een plaats en voormalige gemeente in het Franse departement Corrèze in de regio Nouvelle-Aquitaine en telt 79 inwoners (2009). De plaats maakt deel uit van het arrondissement Tulle.

## Geschiedenis
Le Jardin fuseerde op 1 januari 2022 met Montaignac-Saint-Hippolyte tot de commune nouvelle Montaignac-sur-Doustre.

## Geografie
De oppervlakte van Le Jardin bedraagt 11,8 km², de bevolkingsdichtheid is dus 6,7 inwoners per km².
De onderstaande kaart toont de ligging van Le Jardin met de belangrijkste infrastructuur en aangrenzende gemeenten.

## Demografie
Onderstaande figuur toont het verloop van het inwonertal.